# Табаско (бивша држава)
Табаско (шп. Tabasco), некадашња држава Маја која је заузимала северни, приобални део истоимене мексичке државе, на ушћу реке Грихалва. Прва од млађих држава Маја која је пала под Шпанску власт.

## Историја
Табаско је била једна од млађих држава Маја, које су се одржале све до доласка Шпанаца. Сви доступни подаци о мајанској држави Табаско долазе нам из шпанских извора. Престоница Табаска био је град (или велико село, зависно од извора) Потончан, на левој обали реке Грихалва, око сат времена хода од ушћа реке у Карипско море. Први контакт са Европљанима остварили су 1518. када је експедиција са Кубе коју је предводио Хуан де Грихалва открила ушће велике реке, коју су локални староседеоци називали Табаско, а Шпанци крстили именом Грихалва. Шпанце је на ушћу реке дочекало више хиљада мајанских ратника, који су након преговора преко индијанских тумача пристали на трговину, а локални поглавица, чије име су Шпанци забележили као Табаско, дошао је на Грихалвин брод и поклонио му свој златни оклоп, добивши у замену шпанско одело. Следеће године (средином марта 1519) на истом месту искрцала се експедиција Ернана Кортеса и после неуспелих преговора и кратке борбе заузела Потончан. Неколико дана касније у бици код Сентле (25. марта 1519) Шпанци су потукли и удружену војску читаве краљевине, после чега су поглавице Табаска признале шпанску власт.